# Катаріна Едфельдт
Аггі Катаріна Едфельдт (швед. Aggie Catharina Edfeldt; нар.. 29 березня 1950 року, Євле, Швеція) — шведська акторка, режисерка і сценаристка.

## Життєпис
Катті Едфельдт почала кінокар'єру з раннього дитинства. З 1966 року працювала у Шведській кіностудії помічницею режисера Улле Хелльбума. Тоді в її обов'язки входили пошуки дітей-акторів для фільмів. Пізніше, в 1990-х, стала незалежною режисеркою, а також сткорює сценарії до своїх кінокартин. Більшість її робіт — дитячі фільми.
У 2007 році Катаріна Едфельдт була нагороджена премією «Митник Едера» за величезний внесок у дитячі фільми Швеції. Увечері того ж дня нагороджена премією "Найкращий режисер фільму «Діти околиць».
Найкращими фільмами Катаріни Едфельдт: «Діти околиць», «Нові пригоди дітей з Бюллербю», а також «Єва і Адам — Чотири дні народження і одне фіаско».
Донька Катті — Туве Едфельдт — теж акторка.

## Фільмографія

#### Актриса
| Рік  | Назва                         | Персонаж           |
| ---- | ----------------------------- | ------------------ |
| 1960 | Діти з Бюллербю (серіал)      | оповідачка         |
| 1964 | Закохані парочки              |                    |
| 1966 | Ура, Роланд!                  | Катаріна, підлітка |
| 1966 | Ось твоє життя                | Майя               |
| 1968 | Ене, бене, рес                | Джейн              |
| 1974 | Карлсон який живе на даху     | дівчина з квітами  |
| 1976 | Mina drömmars stad (серіал)   | співробітниця бюро |
| 1981 | Rasmus på luffen              |                    |
| 1981 | Sopor                         |                    |
| 1986 | Діти з Бюллербю               | Соргордс-Елін      |
| 1987 | Нові пригоди дітей з Бюллербю | Соргордс-Елін      |
| 1982 | Manskören                     |                    |
| 1997 | Пеппі Довгапанчоха            | (озвучення)        |
| 2002 | Ollebom                       |                    |

#### Режисерка
| Рік  | Назва                                            |
| ---- | ------------------------------------------------ |
| 1988 | Mimmi (серіал)                                   |
| 1994 | Сікстен                                          |
| 1999 | Єва і Адам (серіал)                              |
| 2001 | Єва і Адам — Чотири дні народження і одне фіаско |
| 2003 | Vera med flera (серіал)                          |
| 2005 | Se min värld — filmen om Adam                    |
| 2006 | Діти околиць                                     |
| 2016 | Сів втратив сон                                  |

#### Сценаристка
| Рік  | Назва                          |
| ---- | ------------------------------ |
| 1980 | Чоловік, який став мільйонером |
| 1981 | Півень                         |
| 1989 | 1939                           |
| 1990 | Блек Джек                      |
| 2003 | Vera med flera (серіал)        |